# Александар Велики (филм из 1956)
Александар Велики (енгл. Alexander the Great) је епски историјско-драмски филм из 1956. године, режисера, сценаристе и продуцента Роберта Росена, који говори о животу Александра Великог. Насловну улогу тумачи Ричард Бартон, док су у споредним улогама Фредрик Марч, Клер Блум и Данијела Даријо. Филм је сниман на локацијама у Шпанији.
Премијерно је приказан 22. марта 1956. у Лондону. Наишао је на углавном негативне рецензије критичара, који су нарочито критиковали избор Бартона за главну улогу.

## Радња
Атински беседник Демостен заговара рат како би се одупрли краљу Филипу II Македонском и његовој планираној инвазији и заузимању свих грчких градова-држава.
Док Филип II предводи поход за освајање Олита, добија вест да му је супруга Олимпијада родила сина Александра, за ког она тврди да је „бог, рођен од бога”. Филип је љут јер сумња да је Олимпијада починила прељубу и да је дете заправо незаконито. Међутим, генерал Парменион саветује краља да дозволи Александру да одрасте и наследи га.
Док одраста, Александар добија образовање из историје, математике, логике и других предмета од Аристотела у Мијези. Александар жуди за влашћу и говори свом учитељу да би, попут Ахилеја, радије имао „кратак живот испуњен славом” него „дуг живот у забораву”. Филип затим шаље Александра у македонску престоницу, Пелу, као намесника док је он одсутан у ратовима. То чини како би спречио Олимпијаду да шири гласине о његовој смрти. Александар користи ову прилику да самостално влада, не желећи да постане пион ни мајке, ни оца. Касније се прикључује Филипу у освајачким походима, укључујући битку код Херонеје 338. године п. н. е. Након победе, Александар захтева да ниједна грчка држава више не подиже оружје против Пеле и да морају обезбедити људе, оружје и бродове за рат против Персије.
Филип се разводи од Олимпијаде, оптужујући је за „неверство”, и жени се Еуридиком, Аталовом нећакињом, чиме она постаје нова краљица. Овај потез ствара јаз између Александра и његовог оца, не само због одбацивања његове мајке, већ и зато што је његово наслеђе сада доведено у питање — неки људи на двору виде га као незаконитог сина.
Након што се Филип и његов двор наругају Паусанији, Александровом оданом пријатељу, због његове оданости Александру, Паусанија — уз наговештену подршку Олимпијаде — убија Филипа. Александар одмах убија Паусанију. Еуридика извршава самоубиство, или је Олимпијада убија тако да изгледа као самоубиство; Олимпијада такође баца у ватру и Карана, Еуридикиног сина с Филипом. У том тренутку, Александар добија оданост свих Македонаца и присваја титуле свог оца. Он им говори да Коринтски савез и даље важи. Мемнон је прогнан јер није положио заклетву оданости Александру.
Александар креће у освајање целе Азије. Мемнон, који се сада налази на двору персијског цара Дарија III, саветује да се стратешки повуку и нападну Александра кад му понестане залиха. Међутим, персијски великаши потцењују „дечака” Александра и решавају да му се супротставе код реке Граник. Након победе на Гранику, Александар одлази у Фригију и решава чувени Гордијев чвор тако што га пресече мачем.
Уочи битке у Вавилону, Александар тврди да помрачење Месеца, које су неки његови војници сматрали лошим предзнаком, значи да ће „персијски месец бити затамњен македонским сунцем”, са чим се пророк Аристандар слаже. Након пораза у бици, Дарије бежи ка Каспијским вратима како би окупио нову војску, али га деморалисани команданти убијају. У тестаменту, Дарије поручује Александру: „Узми моју ћерку, Роксану, за жену... да наши светови постану један.” Александар затим наређује да се персијски господари који су учествовали у краљевом убиству набоду на колац због издаје.
На једној пијаној гозби у Вавилону, Александар изјављује: „Ја сам син Бога (Зевса)” и „свет је моје царство... маршираћемо до краја света.” У Атину стижу вести да је Александар у Индији и да и тамо осваја, на шта Есхин изјављује: „Надмашио је и богове.”
Александар почиње да верује у своју божанску природу, а његова ароганција и параноја расту до нестабилних размера. Његова освајања завршавају се након што у пијаном нападу беса убије свог блиског пријатеља Клита копљем. Сломљен од туге и понижен, Александар се враћа из Индије у Вавилон, изгубивши многе војнике. Жени се Роксаном у Сузи, али убрзо се разбољева и тражи да му тело буде бачено у Еуфрат како би људи поверовали да се вратио боговима. Када га на самртној постељи питају коме оставља царство, Александар шапуће: „Најјачем.”

## Улоге
| Глумац              | Улога             |
| ------------------- | ----------------- |
| Ричард Бартон       | Александар Велики |
| Фредрик Марч        | Филип II          |
| Клер Блум           | Барсина           |
| Данијела Даријо     | Олимпијада        |
| Бари Џоунс          | Аристотел         |
| Хари Ендруз         | Дарије III        |
| Стенли Бејкер       | Атал              |
| Ниал Макгинис       | Парменион         |
| Питер Кушинг        | Мемнон            |
| Мајкл Хордерн       | Демостен          |
| Мариса де Леза      | Еуридика          |
| Густаво Рохо        | Клит Црни         |
| Рубен Рохо          | Филота            |
| Питер Вингард       | Паусанија         |
| Хелмут Дантин       | Нектенаб          |
| Вилијам Сквајер     | Есхин             |
| Фридрих фон Ледебур | Антипатер         |
| Виржилио Теишеира   | Птоломеј          |
| Тереса дел Рио      | Роксана           |
| Хулио Пења          | Арсит             |
| Хосе Нијето         | Спитридат         |
| Карлос Баена        | Неарх             |
| Лари Тејлор         | Пердика           |
| Хосе Марко          | Харпал            |
| Рикардо Ваље        | Хефестион         |
| Кармен Каруља       | Статејра          |
| Хесус Луке          | Аристандер        |